# Filip 2. August af Frankrig
Filip 2. (21. august 1165 - 14. juli 1223), kendt som Filip Augustus (fransk: Philippe Auguste), var konge af Frankrig fra 1180 til 1223. Hans forgængere havde været kendt som frankernes konger, men fra 1190 og frem blev Filip den første franske monark, der stilede sig selv som "Konge af Frankrig". Sønnen af Kong Ludvig 7. og hans tredje hustru, Adéle af Champagne, havde han oprindeligt tilnavnet Dieudonné (gudgivne), fordi han var den første søn og født sent i sin fars liv. Filip fik tilnavnet "August" af krønikeskriveren Rigord for at have udvidet kronens landbesiddelser i Frankrig så bemærkelsesværdigt.
Efter en tolv år lang kamp mod Plantagenet-dynastiet i den anglo-franske krig 1202–14, lykkedes det Filip at opsplitte det store angevinske imperium, under Englands konge og besejre en koalition af hans rivaler (tyskere, flamlændere og englændere) i Slaget ved Bouvines i 1214. Denne sejr kom til at få en varig indvirkning på vesteuropæiske politik: Den franske konge myndighed blev ubestridt, mens den engelske konge Johan blev tvunget af hans baroner til at acceptere Magna Carta og stå imod et oprør mod ham, støttet af Filip, Den første baronernes krig. De militære aktioner i forbindelse med det Albigensiske korstog hjalp med til at forberede udvidelsen af Frankrig sydpå. Filip deltog ikke direkte i disse handlinger, men han lod sine vasaler og riddere hjælpe med at udføre dem.
Filip forvandlede Frankrig fra en lille feudalstat til det mest velstående og magtfulde land i Europa. Han stod imod adelens magt og hjalp byerne med at frigøre sig fra godsherrernes autoritet, idet han gav privilegier og friheder til det nye borgerskab. Han byggede en stor mur omkring Paris ("Filip 2. Augusts mur"), organiserede den franske regering og bragte finansiel stabilitet til sit land.

## Tidlige år
Filip blev født i Gonesse den 21. august 1165. Kong Ludvig 7. havde til hensigt at gøre sin søn Filip til sin medkonge så hurtigt som muligt i overensstemmelse med Huset Capets traditioner, men disse planer blev udskudt, da Filip i en alder af tretten blev væk fra sine ledsagere under en kongelig jagt og for vild Compiègne-skoven. Han tilbragte størstedelen af den følgende nat med at forsøge at finde vej ud, men til ingen nytte. Udmattet af kulde, sult og træthed blev han til sidst opdaget af en bonde, der havde en kulbrænder, men den lange tid i det åbne betød, at han hurtigt blev syg med en farligt høj feber. Hans far tog på pilgrimsrejse til Thomas Beckets helgengrav for at bede om Filips helbredelse og fik at vide, at hans søn faktisk var kommet sig. På vej tilbage til Paris fik kongen imidlertid et slagtilfælde.
Med et svækket helbred fik Ludvig 7. sin 14-årige søn kronet og salvet til konge i Reims den 1. november 1179 af ærkebiskop Vilhelm af de hvide hænder (fransk: Guillaume aux Blanches Mains). Han blev gift den 28. april 1180 med Isabella af Hainaut, datter af Balduin 5., greve af Hainaut, og Margrete 1., grevinde af Flandern, som bragte grevskabet Artois som hendes medgift. Efter hans kroning blev al reel magt overgivet til Filip, da hans far langsomt blev mere og mere svag. De mægtigste adelsfolk var ikke tilfredse med Filips fordelagtige ægteskab, mens hans mor og fire onkler, som alle havde enorm indflydelse over Ludvig, var ekstremt utilfredse med hans tronbestigelse, hvilket resulterede i en formindskelse af deres magt. Ludvig døde endeligt den 18. september 1180.

### Konsolidering af det kongelige domæne
Mens det kongelige domæne var blevet forstørret under Filip 1. og Ludvig 6., var det blevet lidt formindsket under Ludvig 7. I april 1182 udviste Filip alle jøder fra domænet og konfiskerede deres varer delvist for at berige den franske krone. Filips ældste søn Ludvig blev født den 5. september 1187 og arvede Grevskabet Artois i 1190, da hans mor Isabella døde. Den største kilde til finansiering af Filips hær var det kongelige domæne. I tider med konflikt kunne han straks indkalde 250 riddere, 250 ryttere, 100 mænd med armbrøster til hest, 133 mænd med armbrøster til fods, 2.000 fodsoldater og 300 lejesoldater. Mod slutningen af sin regeringsperiode kunne kongen mønstre omkring 3.000 riddere, 9.000 ryttere, 6.000 bymilitssoldater og tusindvis af fodsoldater. Ved hjælp af sine øgede indtægter var Filip den første capetianske konge, der aktivt byggede en fransk flåde. I 1215 kunne hans flåde transportere i alt 7.000 mand. Inden for to år omfattede hans flåde 10 store skibe og mange mindre.

### Krige mod sine vasaller
I 1181 indledte Filip en krig med Filip 1., greve af Flandern, om Vermandois, som Kong Filip gjorde krav på som en del af sin hustrus medgift og greven var uvillig til at opgive den. Til sidst invaderede greven af Flandern Frankrig og hærgede hele distriktet mellem Somme og Oise inden han trængte så langt ind som til Dammartin. Underrettet om Filips forestående angreb med 2.000 riddere vendte han rundt og drog tilbage til Flandern. Filip jagtede ham, og de to hære konfronterede hinanden i nærheden af Amiens. På dette tidspunkt var det lykkedes Filip at modstå grevens ambitioner ved at bryde hans alliance med Henrik 1., hertug af Brabant og Filip af Heinsberg, ærkebiskop af Köln. Dette sammen med usikkerheden ved at kæmpe mod franskmændene i slag, tvang greven til at indgå en fred. I juli 1185 blev Boves-traktaten indgået, og det omstridte territorium blev delt, hvorved Amien-området, Artois og adskillige andre områder overgik til kongen, og resten, med det egentlige Grevskab Vermandois, foreløbigt tilfaldt greven af Flandern. Det var i denne periode, at Filip 2. fik tilnavnet "August" af munken Rigord for at øge de franske landbesiddelser.
I mellemtiden havde Stefan 1., greve af Sancerre og hans lejesoldater fra Brabant hærget Orléans-området. Filip besejrede ham.

### Krig mod Henrik 2. af England
Filip begyndte også at føre krig mod kong Henrik 2. af England, der også var greve af Anjou og hertug af Normandiet og Aquitanien i Frankrig. Henriks ældste søn, Henrik den Unge Konges død i juni 1183, indledte en strid om medgift fra Filips søster Margrete, der netop var blevet enke. Filip insisterede på, at medgiften skulle returneres til Frankrig, da ægteskabet ikke var resulteret i nogle børn i henhold til forlovelsesaftalen. De to konger mødtes til forhandlinger ved foden af et elmetræ i nærheden af Gisors, som var så placeret, at det kastede skygge på begge monarkers territorium, men til ingen nytte. Filip gik videre med sagen, da Kong Béla 3. af Ungarn bad om enkens hånd i ægteskab, og dermed måtte hendes medgift returneres, noget som Henrik omsider gik med til.
Da Godfred 2., hertug af Bretagne, Henriks fjerde søn, døde i 1186, indledtes en ny runde af uenigheder, da Henrik insisterede på, at han skulle beholde formynderskabet over hertugdømmet for sit ufødte barnebarn Arthur 1., hertug af Bretagne. Filip gjorde som Henriks overherre indsigelse og sagde, at han skulle være den retmæssige formynder indtil barnets fødsel. Filip rejste derefter spørgsmålet om sin anden søster, Adelheid, grevinde af Vexin, og hendes forsinkede forlovelse med Henriks søn Richard Løvehjerte.
Med disse uenigheder fulgte to års kampe (1186–1188), men situationen forblev uændret. Filip allierede sig oprindeligt med Henriks unge sønner Richard Løvehjerte og Johan uden Land, som havde gjort oprør mod deres far. Filip 2. iværksatte et angreb på Berry i sommeren 1187, men indgik i juni våbenhvile med Henrik, som efterlod Issoudun i hans hænder og også gav ham Fréteval i Vendôme. Selvom våbenhvilen skulle gælde i to år, fandt Filip grund til at genoptage fjendtlighederne i sommeren 1188. Han udnyttede dygtigt det kølige forhold mellem Henrik og Richard, og Richard hyldede ham af egen vilje i Bonsmoulins i november 1188.
I 1189 var Henriks helbred svækket. Richard sluttede sig åbent til Filip for at opnå Henriks underkastelse. De jagtede ham fra Le Mans til Saumur og mistede Tours under vejs før de tvang ham til at anerkende Richard som sin arving. Endelig blev Henrik ved traktaten i Azay-le-Rideau (4. juli 1189) tvunget til at forny sit egen hyldest af Filip, bekræfte Issouduns overgivelse til Filip (sammen med Graçay) og give afkald på sin påstand om suverænitet over Auvergne. Henry døde to dage senere. Hans død og nyheden om Jerusalems fald til Saladin afledte opmærksomheden fra den fransk-engelske krig.
De angevinske konger af England (linjen af herskere, som Henrik 2. tilhørte), var Filips mest magtfulde og farlige vasaller som hertuger af Normandiet og Aquitanien og greverne af Anjou. Filip gjorde det til sit livs arbejde at ødelægge angevinernes magt i Frankrig. Et af hans mest effektive redskaber var at blive ven med alle Henriks sønner og bruge dem til at fremkalde oprør mod deres far. Han opretholdt venskab med Henrik den Unge Konge og Godfred 2. indtil deres død. Faktisk ved Geoffreys begravelse blev han så overvældet af sorg, at han måtte med tvang måtte holdes fra at kaste sig selv i graven. Han afbrød sit venskab med Henriks yngre sønner Richard og Johan, så snart de tiltrådte den engelske trone.

## Tredje korstog
Filip rejste til Det Hellige Land for at deltage i Det tredje korstog 1189–1192 med Kong Richard 1. af England og den Tysk-Romerske Kejser Frederik 1. Barbarossa. Hans hær forlod Vézelay den 1. juli 1190. Først rejste de franske og engelske korsfarere sammen, men hærene splittedes i Lyon, efter at Richard besluttede at rejse ad søvejen, mens Filip tog overlandsruten gennem Alperne til Genova. De franske og engelske hære blev genforenet i Messina, hvor de overvintrede sammen. Den 30. marts 1191 sejlede franskmændene til Det Hellige Land, og Filip ankom den 20. maj. Derefter marcherede han til Akko, som allerede var under belejring af et mindre kontingent af korsfarere, og han begyndte at konstruere belejringsudstyr, før Richard ankom den 8. juni. Da Akko overgav sig den 12. juli, var Filip alvorligt syg af dysenteri, hvilket reducerede hans iver. Venskabet med Richard blev anstrengt yderligere, efter at sidstnævnte havde handlet yderst hovmodigt, efter at Akko var faldet til korsfarerne.
Mere vigtigt var, at under belejringen af Akko døde Filip, greve af Flandern, der besad Grevskabet Vermandois. Hans død truede med at afspore Gisors-traktaten, som Filip havde orkestreret for at isolere den magtfulde Blois-Champagne-fraktion. Filip besluttede at vende tilbage til Frankrig for at afgøre spørgsmålet om tronfølgen i Flandern, en beslutning, der gjorde Richard utilfreds, og han sagde: "Det er en skam og en skændsel for min herre, hvis han tager væk uden at have opnået det mål, der bragte ham hid. Men stadig, hvis han befinder sig i dårligt helbred, eller er bange for, at han ikke skal dø her, vil hans vilje ske."   Den 31. juli 1191 forblev den franske hær på 10.000 mand (sammen med 5.000 sølvmærker til at betale soldaterne) i Det Hellige Land under ledelse af Hugo 3., hertug af Burgund. Filip og hans fætter Peter af Courtenay, greve af Nevers,, rejste afsted mod Genova og vendte derfra tilbage til Frankrig. Beslutningen om at vende tilbage blev også drevet af erkendelsen af, at med Richard fortsat kæmpende i Det Hellige Land, ville de engelske besiddelser i det nordlige Frankrig være åbne for angreb. Efter Richards forsinkede hjemkomst, ville der opstå krig mellem England og Frankrig om besiddelsen af de engelskkontrollerede territorier.

## Konflikt med England, Flandern og Det Tysk-Romerske Rige

### Konflikt med Kong Richard Løvehjerte, 1191-99
Den direkte årsag til Filips konflikt med Richard Løvehjerte stammede fra Richards beslutning om at bryde sin forlovelse med Fillips søster Adéle af Frankrig i Messina i 1191. Noget af Adelheis medgift, der var blevet overgivet til Richard under deres forlovelse, var en del af Vexins territorium. Dette skulle være vendt tilbage til Filip ved ophævelsen af forlovelsen, men Filip indvilligede for at forhindre korstogets sammenbruddet, at dette område skulle forblive i Richards hænder og arves af hans mandlige efterkommere. Hvis Richard døde uden en arving, ville territoriet vende tilbage til Filip, og hvis Filip døde uden en arving, ville disse lande betragtes som en del af Normandiet.
Tilbage i Frankrig i slutningen af 1191 begyndte Phillip at planlægge at finde en måde at få disse territorier tilbage under sig. Han var i en vanskelig situation, da han havde aflagt en ed om ikke at angribe Richards lande, mens han var væk på korstog. Territorier under Det tredje korstogs korsfarere var under alle omstændigheder under kirkens beskyttelse. Filip havde uden held bedt Pave Celestin 3. om at frigive ham fra sin ed, så han blev tvunget til at finde sin egen casus belli.
Den 20. januar 1192 mødtes Filip med William FitzRalph, Richards stedfortræder i Normandiet. Han fremlagde nogle dokumenter, som han påstod var fra Richard, og hævdede, at den engelske konge i Messina havde indvilliget i at overdrage de omstridte landområder til Frankrig. Efter ikke at have hørt noget direkte fra deres herre, afviste FitzRalph og de normandiske baroner Filips påstand om Vexin. Filip begyndte på dette tidspunkt også at sprede rygter om Richards handlingerne i Det Hellige Land for at miskreditere den engelske konge i hans undersåtters øjne. Blandt historierne, som Filip fandt på, indbefattede det, at Richard var involveret i forræderisk kommunikation med Saladin, at Richard havde konspireret for at forårsage tabet af Gaza, Jaffa og Ashkelon, og at Richard havde deltaget i mordet på Konrad af Montferrat. Til sidst tog Filip kontakt til prins Johan, Richards bror, som han overbeviste om at slutte sig til sammensværgelsen om at vælte den legitime konge af England.
I begyndelsen af 1193 besøgte prins Johan Filip i Paris, hvor han gjorde hyldest for Richards landområder på kontinentet. Da nyheden nåede frem Filip, at Richard havde afsluttet sit korstog og var blevet taget til fange på vej tilbage fra Det Hellige Land, invaderede han omgående Vexin. Hans første mål var Gisors fæstning, kommanderet af Gilbert de Vascoeuil, som overgav sig uden en kamp. Filip trængte derefter dybt ind i Normandiet og nåede så langt som til Dieppe. For at holde den tvivlsomme Johan på sin side betroede Filip ham forsvaret af byen Évreux. I mellemtiden blev Filip sammen med grev Balduin 9. af Flandern, og sammen belejrede de Rouen, hovedstaden i Hertugdømmet Normandiet. Her blev Filips fremskridt stoppet af forsvaret ledet af Robert de Beaumont, 4. jarl af Leicester. Filip kunne ikke trænge igennem dette forsvar.
I Mantes den 9. juli 1193 nåede Filip til enighed med Richards ministre, som indvilligede i, at Filip kunne beholde sine nyvundne territorier og ville få nogle ekstra territorier, hvis han ophørte med alle yderligere aggressive handlinger i Normandiet, sammen med betingelsen om, at Filip levere vundet territorium tilbage, hvis Richard gjorde ham hyldest. For at forhindre Richard i at ødelægge deres planer forsøgte Filip og Johan at bestikke den tysk-romerske kejser Henrik 6. for at holde den engelske konge fanget lidt længere. Henrik nægtede, og Richard blev frigivet fra fangenskab den 4. februar 1194. Den 13. marts var Richard tilbage i England, og den 12. maj sejlede han mod Normandiet med omkring 300 skibe, ivrig efter at bekrige Filip.
Filip havde brugt denne tid på at konsolidere sine territoriale gevinster og kontrollerede nu meget af Normandiet øst for Seinen, mens han forblev inden for en bemærkelsesværdig afstand fra Rouen. Hans næste mål var borgen Verneuil, der havde modstået en tidligere belejring. Da Richard ankom til Barfleur, marcherede han hurtigt mod Verneuil. Da hans styrker nærmede sig borgen, besluttede Filip, der ikke havde været i stand til at bryde igennem, at bryde op. Efter at have efterladt en stor styrke for at fortsætte belejringen rykkede han mod Évreux, som prins Johan havde overdraget til sin bror som bevis på sin loyalitet. Filip genindtog byen og plyndrede den, men på samme tid ophørte hans styrker i Verneuil belejringen, og Richard indtog i borgen uden modstand den 30. maj. I hele juni, mens Filips felttog stod stille i nord, indtog Richard en række vigtige fæstninger mod syd. Filip, der var ivrig efter at aflaste presset fra sine allierede i syd, marcherede at sted for at konfrontere Richards styrker i Vendôme. Uden ønske om at risikere alt i en større kamp trak Filip sig tilbage, kun for at få hans bagtrop taget til fang ved Fréteval den 3. juli. Dette blev til et regulært sammenstød, hvor Filip med nød og næppe undgik at blive taget til fange, da hans hær blev tvunget på flugt. På flugten tilbage til Normandiet, hævnede Filip sig på englænderne ved at angribe Prins Johans og William d'Aubigny, 3. jarl af Arundels styrker og erobrede deres provianter. På det tidspunkt var begge sider slidte, og de gik med til den midlertidige våbenhvile.
Krigen fortsatte uden afbrydelser i 1195, da Filip endnu en gang belejrede Verneuil. Richard ankom for at diskutere situationen ansigt til ansigt. Under forhandlingerne fortsatte Filip i hemmelighed sin operation mod Verneuil. Da Richard fandt ud af det, gik han væk og lovede hævn. Filip rettede nu sit angreb mod det nordøstlige Normandiet, hvor han gennemførte et angreb på Dieppe, hvor de engelske skibe blev brændt i havnen, mens han samtidig afviste et angreb fra Richard. Filip marcherede nu sydpå ind i Berry-regionen. Hans primære mål var fæstningen Issoudun, som netop var blevet erobret af Richards lejesoldatskommandant, Mercadier. Den franske konge havde erobret byen og lagt borgen under belejring, da Richard stormede gennem de franske linjer og nåede ind på borgen for at forstærke garnisonen, mens en anden hær på samme tidspunkt nærmede sig Filips forsyningslinjer. Filip afbrød sit angreb, og en ny våbenhvile blev aftalt.
Krigslykken vendte langsomt mod Filip i løbet af de næste tre år. Politiske og militære forhold så lovende ud i begyndelsen af 1196, da Richards nevø Arthur 1., hertug af Bretagne endte i Filips hænder, og han vandt belejringen af Aumale, men Filips held blev ikke ved. Richard vandt en vigtig allieret i Balduin 9. af Flandern i 1197. I1198 døde den tysk-romerske kejser Henrik 6.. Hans efterfølger blev Otto 4., Richards nevø, som lagde yderligere pres på Filip. Endelig skiftede mange normanniske herrer side og vendte tilbage til Richards lejr. Dette var situationen, da Filip lancerede sit felttog i 1198 med et angreb på Vexin. Han blev presset tilbage og måtte derefter tage sig af den flamske invasion af Artois.
Den 27. september gik Richard ind i Vexin og tog Courcelles-sur-Seine og Boury-en-Vexin, før han vendte tilbage til Dangu. Filip, der troede, at Courcelles stadig holdt ud, drog til dens redning. Da Richard opdagede, hvad der foregik, og besluttede at angribe den franske konges styrker og fange Filip ved en overraskelse. Filips styrker flygtede og forsøgte at nå Gisors' fæstning. Klumpet sammen forsøgte de franske riddere sammen med Kong Fhilip at krydse Epte-floden på en bro, der straks kollapsede under deres vægt, her druknede Filip næsten. Han blev trukket op af floden og sluttede sig inde i Gisors.
Filip planlagde snart en ny offensiv, idet han startede angreb i Normandiet og gik igen målrettet mod Évreux. Richard modsvarede Filips offensiv med et modangreb i Vexin, mens Mercadier ledte et angreb på Abbeville. Resultatet blev, at Richard i efteråret 1198 havde genvundet næsten alt, hvad der var gået tabt i 1193. Under desperate omstændigheder tilbød Filip våbenhvile, så diskussioner kunne begynde mod en mere permanent fred med tilbuddet om, at han ville returnere alle territorier undtagen Gisors.
I midten af januar 1199 mødtes de to konger til et sidste møde, Richard stod på dækket af en båd, Filip stod på Seine-flodens bred. Efter at have råbte deres vilkår for fred til hinanden, kunne de ikke nå til enighed om betingelserne for en permanent våbenhvile, men de gik med til yderligere forhandling, hvilket resulterede i en femårig våbenhvile, der kom til at holde. Senere i 1199 blev Richard dræbt under en belejring, rettet mod en af hans vasaller.

### Konflikt med Kong Johan, 1200-1206
I maj 1200 underskrev Filip Le Goulet-traktaten med Richards efterfølger Johan uden Land. Traktaten var beregnet til at bringe fred til Normandiet ved at fastsætte dets meget reducerede grænser. Betingelserne for Johans hyldest som vasal var ikke kun for Normandiet, men også for Anjou, Maine og Touraine. Johan accepterede hårde betingelser, herunder opgivelsen af alle de engelske ejendele i Berry og 20.000 sølvmark, mens Filip på sin side anerkendte Johan som konge af England, og formelt afviste Arthur af Bretagnes tronkrav, som han hidtil havde støttet, idet han i stedet anerkendte Johans overhøjhed over Hertugdømmet Bretagne. For at forsegle traktaten blev der indgået et ægteskab mellem Blanka af Kastilien, Johans niece og Ludvig Løven, Filips søn.
Denne aftale bragte imidlertid ikke krigsførelse i Frankrig til ophør, da Johans dårlige styre af Aquitanien førte til, at provinsen blev ramt af oprør senere i 1200, optøjer, som Filip i hemmelighed havde tilskyndet. For at skjule sine ambitioner inviterede Filip Johan til en konference i Andely og underholdt ham derefter i Paris, og begge gange forpligtede han sig til at overholde traktaten. I 1202 bad utilfredse herremænd den franske konge i hans egenskab af Johans feudale herre i Frankrig om at indkalde Johan for at svare på deres anklager. Johan nægtede at møde op, så Filip støttede igen op om Arthur af Bretagnes krav på den engelske trone op og forlovede sin seks år gamle datter Marie med Arthur. I hurtigt modsvar krydsede Johan over tili Normandiet. Hans styrker tog hurtigt Arthur til fange, og i 1203 forsvandt den unge mand, og de fleste mener, at Johan fik ham myrdet. Forargelsen over Arthurs skæbne resulterede i en forøvet lokal modstand mod Johan, som Filip brugte til sin fordel. Han drog på offensiv og bortset fra den fem måneder lange belejring af Andely, faldt alt foran ham. Efter at Andely havde overgivet sig, flygtede Johan til England. Ved udgangen af 1204 var det meste af Normandiet og de angevinske besiddelser, herunder meget af Aquitanien, faldet i Filips hænder.
Hvad Filip havde opnået ved sejr i krig, forsøgte han at sikre sig gennem retsvæsenet. Filip, der igen optrådte som Johans overherre i hans franske landområder, indkaldte ham til at møde op i De 12 paladiners domstol i Frankrig for at stå til regnskab for drabet på Arthur af Bretagne. Johan anmodede om sikker rettergang, men Filip indvilligede kun i give ham lov til at komme i fred, mens at han kun ville sørge for hans tilbagevenden, hvis der blev givet tilladelse efter dommen. Da han var ikke villig til at risikere sit liv på en sådan garanti, nægtede Johan at møde op, konfiskerede Filip uden videre alle englænderes landbesiddelser. Efter pres fra sine baroner iværksatte Johan som svar en invasion af det nordlige Frankrig i 1206. Han steg i land med sin hær ved La Rochelle under et af Filips fravær, men felttoget var en katastrofe. Efter at have trukket sig ud af en konference, som han selv havde krævet, forhandlede Johan til slut i Thouars sig frem til en toårig våbenhvile, hvis pris var hans samtykke til de vigtigste bestemmelser i dommen fra De 12 paladiners domstol, herunder fratagelsen af hans arvegods.

### Alliancer imod Filip, 1208-1213
I 1208 blev Filip af Schwaben, den succesrige kandidat til at overtage tronen i Det Tysk-Romerske Rige, myrdet. Som et resultat blev den kejserlige krone tildelt hans rival Otto 4., nevø til Kong Johan. Otto havde forud for sin tiltrædelse lovet at hjælpe Johan med at genvinde hans tabte besiddelser i Frankrig, men omstændighederne forhindrede ham i at efterleve løftet. I 1212 var både Johan og Otto optaget af magtkampe mod Pave Innocens 3.: Johan over hans afvisning af at acceptere den pavelige nominering til Ærkebiskoppen af Canterbury, og Otto over hans forsøg på at fratage Frederik 2., konge af Tyskland (og senere tysk-romersk kejser) hans sicilianske trone. Filip besluttede at drage fordel af denne situation, først i Tyskland hvor han hjalp det tyske adelige oprør til støtte for den unge Frederik. Johan kastede straks Englands støtte bag Otto, og Filip så nu sin chance for at starte en vellykket invasion af England.
For at sikre hjælp og støtte fra alle sine vasaller i sine planer for invasionen erklærede Filip Johan en fjende af Kirken og retfærdiggjorde derved sit angreb som kun var motiveret af religiøse skrupler. Han sammenkaldte de franske baroner i Soissons, som var godt besøgt med undtagelse af Ferdinand, greve af Flandern. Ferdinand nægtede at deltage, stadig vred over tabet af byerne Aire og Saint-Omer, der var blevet erobret af Filips søn Ludvig Løven. Han ville ikke deltage i noget felttog, før han havde fået alle sine gamle landområder tilbage.
Filip var ivrig efter at bevise sin loyalitet overfor Rom og dermed sikre pavelig støtte til sin planlagte invasion, og annoncerede i Soissons en forsoning med sin frastødte kone Ingeborg, hvis sag paverne havde støttet. Baronerne støttede fuldt ud hans plan, og de samlede alle deres styrker og forberedte sig på at slutte sig til Filip på det aftalte mødested. Gennem alt dette forblev Filip i konstant kommunikation med Pandulf Verraccio, den pavelige legat, som opmuntrede Filip til at forfølge sit mål. Verraccio holdt imidlertid også hemmelige samtaler med Kong Johan. Ved at rådgive den engelske konge om hans slemme knibe, overtalte han Johan til at opgive sin modstand mod pavelig investitur og gik med til at acceptere den pavelig legat afgørelse i enhver kirkelige tvister som endelig. Til gengæld indvilligede paven i at acceptere Kongeriget England og Herredømmet Irland som pavelige len, som Johan ville regere som pavens vasal, og for hvilket Johan ville gøre hyldest til paven.
Så snart traktaten mellem Johan og paven blev ratificeret i maj 1213, erklærede Verraccio til Filip, at han var nødt til at opgive sit felttog mod Johan, da at angribe en trofast vasal til Den Hellige Stol ville være en dødssynd. Filip argumenterede forgæves, at hans planer var blevet udarbejdet med Roms samtykke, at hans invasion var til støtte for pavens myndighed, som han kun havde påtaget sig under forståelse af, at han ville få en aflad. Han havde brugt en formue på at forberede sig til invasionen. Den pavelige legat forblev kold, men Verraccio foreslog et alternativ. Greven af Flandern havde nægtet Filips ret til at erklære krig mod England, mens kong Johan stadig var under ekskommunikation, så hans ulydighed måtte straffes. Filip accepterede ivrigt rådet og marcherede hurtigt i spidsen af sine tropper ind i Flandern.

### Slaget ved Bouvines, 1214
Den franske flåde, der angiveligt bestod af ca. 1.700 skibe, nåede først Gravelines og derefter til havnen i Dam. I mellemtiden marcherede hæren via Cassel, Ieper og Brugge, før den iværksatte belejringen af Gent.  Belejringen var kun lige begyndt, da Filip opdagede, at den engelske flåde havde erobret en del af hans skibe ved Dam, og at resten var så effektivt blokeret i havnen, at det var umuligt for dem at flygte. Efter at have modtaget 30.000 mark i løsesum for de gidsler, han havde taget i de flamske byer, han havde erobret, trak Filip sig hurtigt tilbage for at nå frem til Dam. Det tog ham to dage, og han ankom i tide til at aflaste den franske garnison, men ikke tide nok til at kunne redde sin flåde. Han beordrede, at den skulle brændes for at forhindre, at den faldt i fjendens hænder, og derefter beordrede han også byen Dam til at blive brændt ned. Fast besluttet på at lade flamlænderne betale for sit tilbagetog og beordrede han alle byer raseret og brændt ned i hvert område, han passerede igennem, og bønderne enten dræbt eller solgt som slaver.
Ødelæggelsen af den franske flåde havde endnu engang tændt Johans håb, så han begyndte at forberede en invasion af Frankrig og en genopretning af sine tabe provinser. De engelske baroner var oprindeligt ikke entusiastiske over felttoget, hvilket forsinkede hans afgang, så det blev først i februar 1214, at han steg i land i La Rochelle. Johan skulle gå frem fra Loire-floden, mens hans allierede Otto 4. gjorde et samtidigt angreb fra Flandern sammen med greven af Flandern. Desværre kunne de tre hære ikke koordinere deres indsats effektivt. Det var først, da Johan havde mistet håbet for en nem sejr, efter at han var blevet drevet væk fra Roche-au-Moine og havde trukket sig tilbage til sine transportmidler, at den kejserlige hær med Otto i spidsen blev samlet i Nederlandene.
Den 27. juli 1214 opdagede de to fjendtlige hære pludselig, at de var tæt på hinanden på bredden af en lille biflod til ved floden Lys, nær broen ved Bouvines. Da det var en søndag, forventede Filip ikke, at den allierede hær ville angribe, da det blev betragtet som uhelligt at kæmpe på sabbaten. Filips hær udgjorde ca. 7.000 mand, mens de allierede styrker bestod af omkring 9.000 tropper. Hærene mødte hinanden i det, der blev kendt som Slaget ved Bouvines. Filip blev smidt af hesten af de flamske pikenére i kampens hede, og havde det ikke for hans pansrede rustning, ville han sandsynligvis være blevet dræbt. Da Otto blev ført væk fra slagmarken af sin sårede og skræmte hest, og greven af Flandern blev hårdt såret og taget til fange, indså de flamske og kejserlige tropper, at slaget var tabt, vendte om og flygtede fra slagmarken. De franske tropper begyndte at forfølge dem, men med natten nærmende sig, og med alt for mange fanger, de allerede havde taget til fange, og som, vigtigst, var for værdifulde til at risikere at miste, bare for at tage flere til fange, beordrede Filip en tilbagekaldelse med trompeter, før hans tropper var nået lidt knap to kilometer væk fra slagmarken.
Filip vendte tilbage til Paris i triumf og marcherede sine tilfangetagne fanger bag sig i en lang procession, hvor hans taknemmelige undersåtter kom ud for at hilse den sejrrige konge. I kølvandet på slaget trak Otto sig tilbage til sin borg i Harzburg og blev kort efter styrtet som den tysk-romerske kejser og erstattet af Frederik 2. Grev Ferdinand forblev i fangenskab efter sit nederlag, mens Kong Johans forsøg på at genopbygge Det angevinske rige endte i total fiasko.
Filips afgørende sejr blev central for udformningen af vesteuropæisk politik i både England og Frankrig. I England blev den besejrede Johan så svækket, at han snart blev forpligtet til at underkaste sig sine baroners krav og underskrive Magna Carta, som begrænsede kongemagten og etablerede grundlaget for basal lov. I Frankrig var slaget medvirkende til dannelsen af det stærke centrale monarki, der kom til at karakterisere dets styre indtil Den franske revolution.

## Ægteskabsproblemer
Efter Isabella af Hainauts tidlige død i barselssengen 1190 besluttede Filip at gifte sig igen. Den 15. august 1193 giftede han sig med Ingeborg af Danmark, datter af kong Valdemar den Store. Hun blev omdøbt til Isambour, og Stefan af Tournai beskrev hende som "meget venlig, ung af alder, men gammel af visdom." Fillip opdagede imidlertid på deres bryllupsnat, at hun havde en frygtelig dårlig ånde, og han nægtede at lade hende blive kronet til dronning. Ingeborg protesterede mod denne behandling. Hans svar var at forvise hende til et kloster. Derefter bad han Pave Celestin 3. om annullere på grund af manglende fuldbyrdelse. Filip havde dog ikke regnet med Ingeborg ville gøre modstand. Hun insisterede på, at ægteskabet var blevet fuldbyrdet, og at hun var hans kone og den retmæssige dronning af Frankrig. Den fransk-danske kirkemand Abbed Vilhelm greb ind på Ingeborgs side og udarbejdede et slægtstræ over de danske konger for at modbevise det påståede hindring pga. blodslægtskab.
I mellemtiden havde Filip søgt efter en ny brud. Først var der blevet indgået en aftale om, at han skulle giftes med Margrete af Geneve, datter af Vilhelm 1., greve af Geneve, men den unge bruds rejse til Paris blev afbrudt af Thomas, greve af Savoyen, der kidnappede Filips ønskede nye dronning og giftede sig med hende i stedet og hævdede at Filip allerede var bundet i ægteskab. Filip opnåede endeligt et tredje ægteskab den 7. maj 1196, da han blev gift med Agnes af Andechs-Meranien fra Dalmatien. Deres børn var Marie og Filip, greve af Clermont, og gennem ægteskab greve af Boulogne.
Pave Innocens 3. erklærede Filip Augusts ægteskab med Agnes af Andechs-Meranien ugyldigt, da han stadig var gift med Ingeborg. Han beordrede kongen til at lade sig skille sig fra Agnes, og da han ikke gjorde det, placerede paven Frankrig under et Interdikt i 1199. Dette fortsatte indtil den 7. september 1200. På grund af pres fra paven og fra Ingeborgs bror Kong Valdemar Sejr, tog Filip endeligt Ingeborg tilbage som sin kone i 1201, men det var først i 1213, at hun også blev anerkendt ved hoffet som dronning.

## Udseende og personlighed
Den eneste kendte beskrivelse af Filip beskriver ham som
| Citat | en smuk, stor og stærk fyr, skaldet, men med et venligt rodmosset ansigt, og et gemyt mest til det gode liv, vin og kvinder. Han er generøs over for sine venner, skarp over for dem der har mishaget ham, velbevandret i krigslistens kunste, ortodoks i troen, klog og stædig i sine beslutninger. Han afsiger dom med stor hastighed og nøjagtighed. Fortunas helt, bange for sit liv, bliver let ophidset og beroliges let, han er meget hård over for magtfulde mænd, der har stået imod ham, og finder nydelse i at fremprovokere splid mellem dem. Aldrig har han dog været årsag til at en modstander er død i fængslet. Han kunne lide at ansætte ydmyge mænd, underlægge sig de stolte, forsvare kirken og brødføde de fattige". | Citat |
|       | |       |

## Børn
- Med Isabella af Hainault:[34]
  - Ludvig 8. (5. september 1187 –  8. november 1226),[35] Konge af Frankrig (1223-1226); gift med Blanka af Kastilien og fik afkom.
  - Robert (15. marts 1190 – 18. marts 1190)
  - Filip (15. marts 1190 – 18. marts 1190)
- Med Agnes af Andechs-Meranien:
  - Marie (1198 – 15. august 1238); gift første gang med Filip 1., markgreve af Namur, intet afkom. Andet gang gift med Henrik 1., hertug af Brabant,[36] fik afkom.
  - Filip (juli 1200 – 14/18 januar 1234), greve af Boulogne gennem ægteskab. Gift med Matilde 2., grevinde af Boulogne[37] og fik afkom.
- Med en kvinde i Arras: [38]
  - Pierre Charlot, biskop af Noyon. [39]

## Sidste år
Da Pave Innocens 3. opfordrede til et korstog mod "Albigenserne" eller katharerne i Languedoc i 1208, gjorde Filip intet for at støtte det, skønt han ikke forhindrede sine adelige i at deltage. Krigen mod katarerne sluttede først i 1244, hvor deres sidste fæstninger endelig blev erobret. Frugterne af sejren, underkastelsen af det Sydfrankrig under kronen kom til at blive høstet af Filips søn Ludvig 8. og barnebarn Ludvig 9.  Fra 1216 til 1222 var Filip også involveret i arvefølgekrigen i Champagne og bidrog til sidst til Odo 3., hertug af Burgunds og den tysk-romerske kejser Frederik 2.'s militære indsats for at bringe den til ophør.
Filip 2. August spillede en betydelig rolle i et af de største århundreder i Frankrig med innovation inden for byggeri og uddannelse. Med Paris som hovedstad, fik han de største hovedveje brolagt, byggede et centralt marked, Les Halles, fortsatte byggeriet påbegyndt i 1163 af Notre-Dame de Paris, opførte Louvre som en fæstning og gav privilegium til Paris' Universitet i år 1200. Under hans ledelse blev Paris den vigtigste læringsby, som middelalderens verden kendte. I 1224 skrev den franske digter Henry d'Andeli om den store konkurrence om vinsmagning, som Filip 2. August havde iværksat, Slaget om vinene.
Filip 2. August døde den 14. juli 1223 i Mantes-la-Jolie og blev begravet i Saint-Denis Basilikaen. Filips søn med Isabella af Hainaut, Ludvig 8., efterfulgte ham.

## Skildring i fiktion
- Kong Filip optræder i William Shakespeares historiske skuespil Kong Johan.

- Sir Walter Scotts roman Talisman skildrer bedrag og uenighed blandt lederne af Det tredje korstog, herunder Filip, Richard Løvehjerte og Leopold 5. af Østrig.

- I Kong Richard og Korsfarerne (1954), en film, der er baseret på Scotts Talismanen, konspirerer Kong Filip, spillet af Henry Corden, med Konrad af Montferrat (Michael Pate) mod Richard Løvehjerte (George Sanders).[46] I Cecil B. DeMilles film Korsfarerne fra 1935 blev han portrætteret af C. Henry Gordon.

- Kong Filip optræder også i James Goldmans 1966 Broadway opsætning af Løve ved vintertide og blev spillet af Christopher Walken, samt den Oscar-prisvindende film fra 1968 af samme navn, hvor Timothy Dalton spillede rollen. I genindspildningen fra 2003 med Patrick Stewart og Glenn Close, spilles han af Jonathan Rhys Meyers.
- Kong Filip optræder også i Ridley Scotts 2010-film Robin Hood.
- Kong Filip optræder i Sharon Kay Penmans romaner The Devil's Brood, Lionheart og A King's Ransom
- Kong Filip optræder i Judith Koll Healeys roman The Rebel Princess.
- Kong Filip optræder i spillet Stronghold: Crusader. Han fremstilles som en noget svag hersker, der er temmelig hensynsløs i kamp mod sine riddere.
- Kong Filip optræder i spillet Genghis Khan II: Clan of the Grey Wolf som leder af det capetianske dynasti. Han er den eneste hersker med en A i politik og en B i alt andet.
- Kong Filip optræder i Age of Empires II i en kampagnemission baseret på erobringen af Cypern.